# Ingo Züchner
Ingo Züchner (* 11. September 1969) ist ein ehemaliger deutscher Skispringer.
Nachdem Züchner bei der Junioren-Weltmeisterschaft 1987 in Asiago Gold im Teamspringen gemeinsam mit Mike Arnold und Roy Koch gewonnen hatte, startete er ab 1989 im Skisprung-Weltcup. Sein Debüt gab er am 21. Januar 1989 in Oberhof. Bereits in seinem ersten Springen erreichte er mit Platz 3 seine erste und einzige Podestplatzierung. Nach weiteren guten Platzierungen beendete er die Saison 1988/89 auf dem 29. Platz in der Weltcup-Gesamtwertung. Außerdem gehörte er zum DDR-Aufgebot bei der Weltmeisterschaft in Lahti. Mit Platz 30 bzw. 34 war er in beiden Einzelkonkurrenzen zweitbester DDR-Springer hinter Jens Weißflog, mit der Mannschaft belegte er Platz 7.
In der folgenden Saison konnte Züchner seinen Erfolg nicht wiederholen und beendete mit Auflösung des DDR-Nationalteams seine aktive Skisprungkarriere.